# کلشتاجان
کلشتاجان، روستایی از توابع بخش مرکزی شهرستان لاهیجان در استان گیلان ایران است؛ که هم‌مرز با شهرستان سیاهکل و ۳ کیلومتری دهستان لفمجان قرار دارد. قرارگیری روستای کلشتاجان در دهستان بازکیاگوراب طبق آخرین تقسیمات کشوری در سال۱۳۹۰ در سایت مرکز ملی آمار ایران

## جمعیت
طبق اطلاعات موجود در درگاه ملی مرکز آمار ایران طی سرشماری عمومی نفوس و مسکن سال 1395 روستای کلشتاجان دارای ۲۵۲ خانوار و ۶۶۴ نفر جمعیت می‌باشد؛ که از این تعداد را ۳۱۲ نفر مرد و ۳۵۲ نفر زن تشکیل می‌دهند؛ که این تعداد در مقیاس جمعیت ۱۳٪ کاهش داشته‌است؛ ولی نسب زنان به مردان طی دو دوره سرشماری ثابت باقی مانده‌است.
روستای کلشتاجان طبق آخرین سرشماری صورت گرفته در سال ۱۳۹۰ دارای ۲۷۷ خانوار و ۷۶۶ نفر جمعیت می‌باشد که از این تعداد ۴۷٪ جمعیت را مرد و ۵۳٪را زن تشکیل می‌دهند.
این روستا در دهستان بازکیاگوراب قرار دارد و براساس سرشماری مرکز آمار ایران در سال ۱۳۸۵، جمعیت آن ۸۰۵ نفر (۲۵۷خانوار) بوده‌است.

## کلشتاجان در آینه تاریخ
روستای کلشتاجان در کتاب  فرهنگ جغرافیایی ایران جلد دوم در زمان پهلوی در سال ۱۳۲۸ نوشته حسینعلی رزم آرا که در صفحه ۲۴۰ از آن با چنین توضیحات ذکر شده‌است:

۸ک باختر لاهیجان - ۴ ک لفمجان
جلگه - معتدل مرطوب - مالاریائی - سکنه ۶۷۰ - شیعه - گیلکی فارسی.
نهر کیا جو از سفید رود - برنج ابریشم چای صیفی - شغل زراعت راه فرعی از طریق بازکیاگوراب و ۶باب دکان دارد.